# Gyomnövény

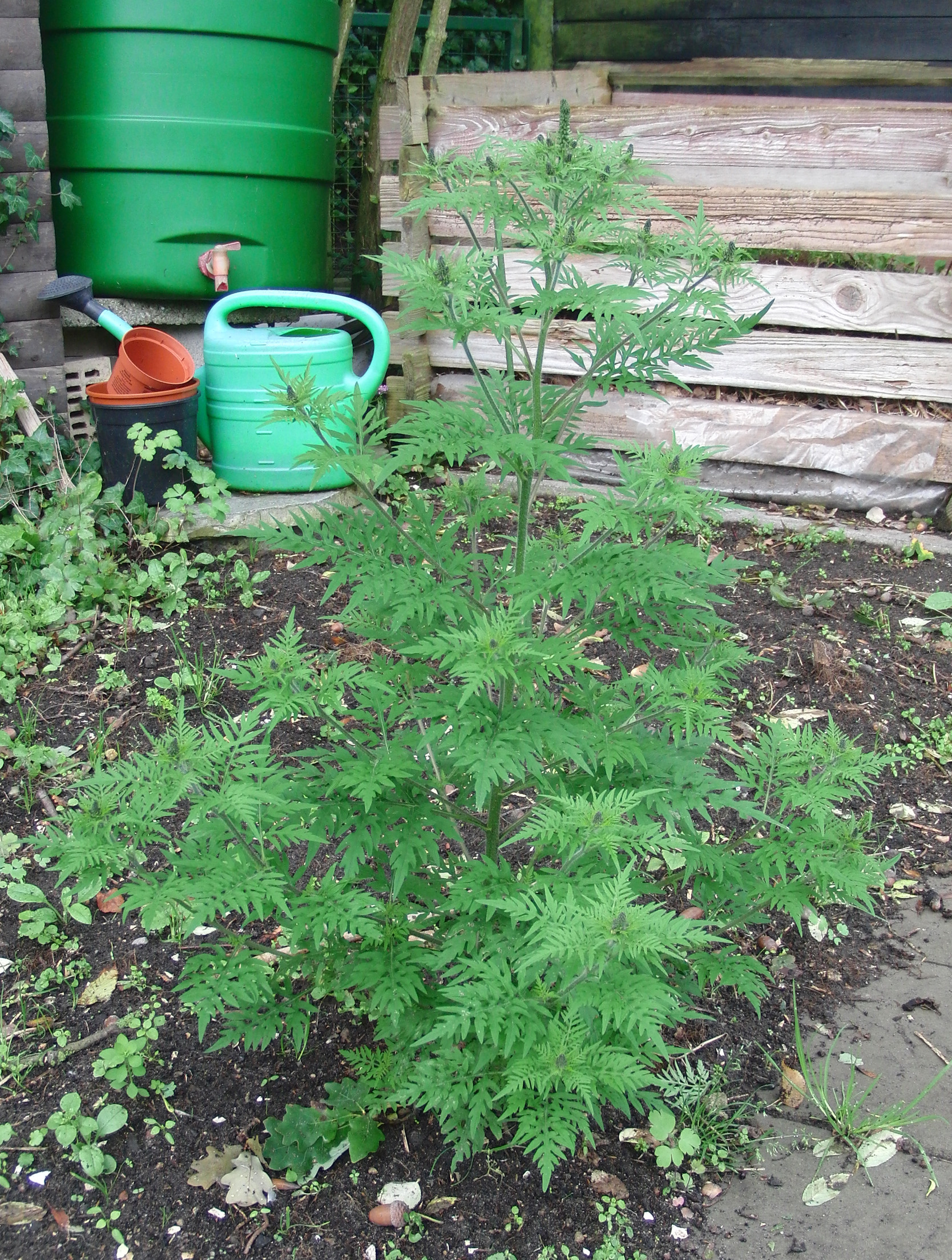
Magyarország elterjedt gyomnövénye, az ürömlevelű parlagfű (Ambrosia artemisiifolia)

A gyomnövény (vagy gyom, népies néven dudva, gaz) növénykultúrákban, a kertben, szántóföldön, réten, legelőn tenyésző nem vetett, hasznot nem hozó növény. A gyomnövény nemcsak haszontalan, de káros is lehet az adott növénykultúrára: árnyékot vethet, elvonhatja a tápanyagokat, ezzel hátráltatva a haszonnövények fejlődését, csökkentheti a legelők és a rétek növényállományának takarmányértékét. A gyomok a termesztett növények kártevőinek gazdanövényei is lehetnek, sőt paraziták is vannak köztük (pl. aranka). A gyomnövény maga akár kultúrnövény is lehet, például a búza közé keveredett rozs, vagy a hobbikertekből a természetbe kikerült mahónia.
A fenti definíció a gyomnövény fogalmát a gazdálkodó ember szemszögéből vizsgálja. Ugyanakkor létezik egy ökológiai megközelítés is: eszerint a gyomok a talaj „bolygatásához” (vagyis műveléséhez) legjobban alkalmazkodó növények. A növénytermesztés során a vegetációs idő alatt többször is bolygatják a talajt, így azok a növényfajok, melyek a háborítatlan talajt igénylik, nem tudnak megélni, viszont olyan növények szaporodnak el, amelyek rövidebb tenyészidejűek, gyors fejlődésűek, vagy olyan évelő fajok, melyek mélyen ülő gyökerei a talajművelés során okozott feldarabolódást nem sínylik meg, sőt az vegetatív szaporodásukat segíti. Ilyen módon a gyomnövények a másodlagos szukcesszió pionír fajainak tekinthetők.

## Gyomirtás
A gyomok elleni védekezés egyik fő módszere a gyomirtás. Ezt végezhetjük agrotechnikai eszközökkel:
- gyomlálás,

- acatolás,

- kaszálás,

- kapálás,

- felégetés

vagy gyomirtó vegyszerekkel.

### A gyomok irtása mulcsozással
A gyomok elleni védekezés egyik vegyszermentes módja a mulcsozás. Ez a földfelszín takarása valamilyen szerves, elbomló anyaggal, például falevél, kaszált fű stb. Ha a borítás elég vastag, akkor az alatta csírázó növények nem tudnak áttörni rajta. Ha nagyon gazos területen alkalmazzuk, néha szükséges két rétegben mulcsolni, vagyis a második réteget akkor felvinni, amikor az első rétegen átnőttek a gyomok és már elérték a 10–15 cm-t. A következő évre az évelő gyomok is eltűnnek, a föld szabadon bevethető.

## Legfontosabb magyarországi gyomnövények
Magyarország szántóföldjeinek legelterjedtebb gyomnövényei a 2007-2008-ban végzett Ötödik Országos Szántóföldi Gyomfelvételezés alapján. 
| Latin név                 | Magyar név            |
| ------------------------- | --------------------- |
| Ambrosia artemisiifolia   | Ürömlevelű parlagfű   |
| Echinochloa crus-galli    | Közönséges kakaslábfű |
| Chenopodium album         | Fehér libatop         |
| Cirisium arvense          | Mezei aszat           |
| Setaria pumila            | Fakó muhar            |
| Convolvulus arvensis      | Apró szulák           |
| Amaranthus retroflexus    | Szőrös disznóparéj    |
| Tripleurospermum inodorum | Ebszékfű              |
| Datura stramonium         | Csattanó maszlag      |
| Panicum miliaceum         | Termesztett köles     |
| Amaranthus chlorostachys  | Karcsú disznóparéj    |
| Apera spica-venti         | Nagy széltippan       |
| Elymus repens             | Tarackbúza            |
| Sorghum halepense         | Fenyércirok           |
| Galium aparine            | Ragadós galaj         |
| Fallopia convolvulus      | Szulák keserűfű       |
| Persicaria lapathifolia   | Lapulevelű keserűfű   |
| Helianthus annuus         | Napraforgó            |
| Hibiscus trionum          | Varjúmák              |
| Consolida regalis         | Mezei szarkaláb       |